# Uwe Möhrle
Uwe Möhrle (* 3. Dezember 1979 in Überlingen) ist ein ehemaliger deutscher Fußballspieler und heutiger -trainer.

## Karriere
Der Abwehrspieler kam als Jugendspieler vom SV Großschönach zum SC Pfullendorf, bei dem er in der Saison 2000/01 neunmal in der Regionalliga Süd eingesetzt wurde. 2002 wechselte der gelernte Bankkaufmann zu Hansa Rostock in die Bundesliga, wo er in seiner ersten Saison nur zweimal in der ersten Mannschaft eingesetzt wurde. Danach jedoch entwickelte er sich zum Stammspieler und kam in den zwei folgenden Jahren auf 58 Liga-Einsätze.
Zur Saison 2005/06 unterschrieb er beim MSV Duisburg, bei dem er in 31 Spielen vier Tore erzielte. Seit der Saison 2006/07 stand er beim VfL Wolfsburg unter Vertrag. In der Saison 2007/08 spielte er am ersten Spieltag noch für den VfL, wurde dann aber ab Ende August für den Rest der Saison an den FC Augsburg ausgeliehen und unterschrieb dort schließlich einen Dreijahresvertrag.
Zum 1. Januar 2012 wechselte Möhrle zum Zweitligisten FC Energie Cottbus. Obwohl er Kapitän der Augsburger war, hatte er nach dem Bundesligaaufstieg im Sommer nur neun von 17 möglichen Spielen bestritten, sechs davon über die volle Spieldauer. Möhrle unterschrieb einen Zweieinhalbjahresvertrag bis zum 30. Juni 2014. Im Mai 2014 erfolgte die Verlängerung des Vertrages bis zum 30. Juni 2016. In der Saison 2014/15 erzielte Möhrle acht Treffer und war damit der torgefährlichste Abwehrspieler der 3. Liga.
Nachdem er mit Cottbus im Sommer 2016 in die Regionalliga abgestiegen war, beendete er seine Spielerkarriere. Möhrle kehrte zu seinem früheren Verein VfL Wolfsburg zurück, um in dessen Fußball-Akademie erste Erfahrungen im Jugendtrainerbereich zu sammeln. In der Wolfsburger Jugendabteilung blieb er bis Dezember 2019 tätig. Im Oktober 2021 übernahm Möhrle die U17 des VfL Osnabrück, die er bis zu seinem Wechsel zum Regionalligisten Blau-Weiß Lohne im Dezember 2022 trainierte.

## Sonstiges
Seit 2011 engagiert sich Uwe Möhrle bei Show Racism the Red Card Deutschland e. V. Im Januar beteiligte er sich bei einem Workshop der Bildungsinitiative und berichtete den Schülern über seine eigenen Erfahrungen mit Rassismus und Diskriminierung.
Im Februar 2017 veröffentlichte der Deutsch-Rapper MC Smook einen Song mit dem Titel: „Wenn Uwe Möhrle die Champions League gewinnt“.